# 陽電子砲
陽電子砲（ようでんしほう、Positron Cannon）は陽電子（ポジトロン）を高エネルギーで放射する架空の兵器または装置の一種である。

## 概要
陽電子は電子の反粒子であり、質量は電子と同じで電荷は正の電荷を持つ。陽電子砲は、主にSF作品や架空の兵器設定で登場し、通常の電子砲やレーザー兵器とは異なる特性を持つため、特に対物理装甲や特殊エネルギー兵器として描かれることが多い。

## 原理
陽電子砲は、加速器や陽電子源を利用して陽電子を生成し、それらを磁場や電場で制御・加速して目標に向けて発射する仕組みである。陽電子が物質に衝突すると、電子と陽電子の対消滅反応が起き、高エネルギーのガンマ線を放出する。このため、陽電子砲は直接的な粒子攻撃だけでなく、強力なガンマ線放射を伴う二次的なエネルギー攻撃を生み出す。

## 技術的特徴
- 粒子生成: 陽電子は通常、放射性同位体のβ⁺崩壊や高エネルギー電子の標的との衝突によって生成される。陽電子砲ではこれらの技術を利用して効率的に陽電子を作り出す。
- 加速制御: 陽電子を効率的に加速し、狙いを定めて発射するために、電磁場制御技術が用いられる。磁場によるビームの収束や誘導も重要な要素である。
- 対消滅効果: 陽電子が標的中の電子と衝突すると対消滅が起こり、光子（ガンマ線）が放出される。このガンマ線が強力な熱エネルギーを与え、対象を破壊する。
- 冷却・安定化: 陽電子は非常に不安定であるため、砲内部での陽電子の冷却や安定化も大きな課題となる。

## 応用・使用例
陽電子砲は主にフィクションの分野で見られ、以下のような用途が想定されている。
- 対装甲兵器: 従来の実体弾やレーザー兵器が貫通困難な重装甲を持つ敵兵器や戦車、宇宙船に対して効果的。
- エネルギー兵器: 高エネルギーのガンマ線を発生させるため、広範囲の熱破壊や電子機器の誤作動を引き起こす。
- 宇宙戦闘: 宇宙空間において粒子ビームの減衰が少ないため、長距離攻撃が可能という設定が多い。

## 課題と現実的制約
現代の科学技術では、陽電子砲の実現は非常に難しいとされている。主な課題は以下の通り。
- 陽電子生成の効率: 陽電子は自然には大量に存在しないため、高効率な陽電子生成技術が必要。
- 陽電子の制御と加速: 粒子ビームを正確かつ高速で制御し、狙い通りに発射する技術は高度で複雑。
- 対消滅のエネルギー管理: 対消滅時に発生する高エネルギーのガンマ線の扱いは安全面・エネルギー効率ともに大きな課題。
- 装置の大きさ・エネルギー消費: 現行の加速器や陽電子生成装置は大型であり、兵器としての携帯性や運用性が低い。

## 関連兵器との比較
- 電子砲: 陽電子砲が陽電子を使うのに対し、電子砲は電子を高速で発射する兵器。陽電子砲は対消滅による追加的なエネルギー効果がある点が特徴。
- レーザー兵器: レーザーは光子による攻撃であり、エネルギー伝達方法が異なる。陽電子砲は粒子と対消滅エネルギーを利用するため、攻撃特性が違う。

## 架空兵器として登場する作品
- 新世紀エヴァンゲリオン - ポジトロン・スナイパー・ライフル（ヤシマ作戦で使用）等
- 機動戦士ガンダムSEED - ローエングリン（艦船アークエンジェル主砲）等
- 宇宙戦艦ヤマト2199など宇宙戦艦ヤマトリメイク版 - 反射衛星砲、陽電子衝撃砲　等